# Gonyphlepsia albipennis
Gonyphlepsia albipennis är en insektsart som beskrevs av Frederick Arthur Godfrey Muir 1934. Gonyphlepsia albipennis ingår i släktet Gonyphlepsia och familjen Derbidae. Inga underarter finns listade i Catalogue of Life.